# История Сенегала
Историю Сенегала можно разделить на доисторический, доколониальный, колониальный и современный период независимости.

## Доисторическая эпоха

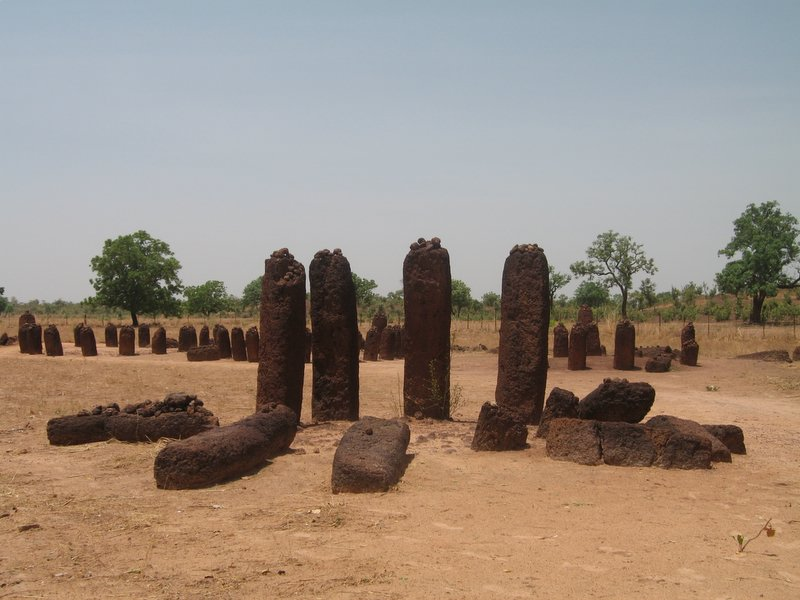
Каменные круги Сенегамбии

Древнейшие находки каменных орудий на территории Сенегала относятся к эпохе палеолита.
Тиемассас (Tiémassas) — самая западная стоянка среднего каменного века (MSA), известная в Африке. Население среднего каменного века неоднократно заселяло побережье Западной Африки. Комплексы каменных орудий в Тиемассасе датируются периодом от 62 и 25 тыс. лет назад. Они содержат технологически различные типы, которые помогают охарактеризовать характер производства каменных орудий на каждой стадии оккупации. Обитатели прибрежной Тьемассасы использовали две различные технологии — центростремительные леваллуазные и дискоидальные редукционные системы. 
На местонахождении Тумубура-III на востоке Сенегала нашли 46 разноцветных кусочков охры возрастом от 40 ± 3 до 30 ± 3 тыс. лет , которые указывают на то, что жители Западной Африки примерно 35 тыс. л. н. использовали минеральные пигменты.
Используя метод оптически стимулированной люминесценции (OSL) удалось выяснить, что популяции людей, живших в Ламинии (Laminia) 24—21 тыс. л. н. и Саксомунунье (Saxomununya) 11 600 лет назад, продолжали использовать характерные для среднего каменного века (MSA) технологии Леваллуа, в то время как другие группы людей уже использовали орудия, характерные для позднего каменного века (LSA).
Неолит на территории Сенегала характеризуется мегалитическими сооружениями, массивными насыными курганами, в которых найдены керамика, металлические наконечники, украшения, оружие. Мегалитические постройки сооружались и в последующие эпохи. Сохранились каменные круги Сенегамбии, внесённые в список Всемирного наследия ЮНЕСКО.

## Средневековье

### Народы Сенегала
Основным занятием населения Сенегала в Средние века было земледелие.
Периферийное положение Сенегала по отношению к центрам торговли в государствах бассейна реки Нигер сдерживало развитие товарных отношений у местных крестьян и скотоводов. Народы, населявшие междуречье Сенегала и Гамбии, находились на разных стадиях перехода от первобытнообщинного строя к классовому обществу.
Реки Сенегал и Гамбия были важными торговыми путями, вдоль которых лежали города, конечные пункты транссахарской и межафриканской торговли. Основными товарами обмена были золото, соль, металлы, зерновые культуры, ткани. В долине реки Сенегал происходили смешения этнических групп серер, волоф, сонинке, фульбе, мандинка и других.
На рубеже I—II тысячелетий н. э. началось переселение народа серер в западные области страны, населённые мандинка-сосе, выходцами из центральных районов древней Ганы. После ухода серер из долины реки Сенегал началась миграция тукулёр, большинство которых обосновалось в северных и центральных областях Сенегала.

### Государства Текрур и Джолоф

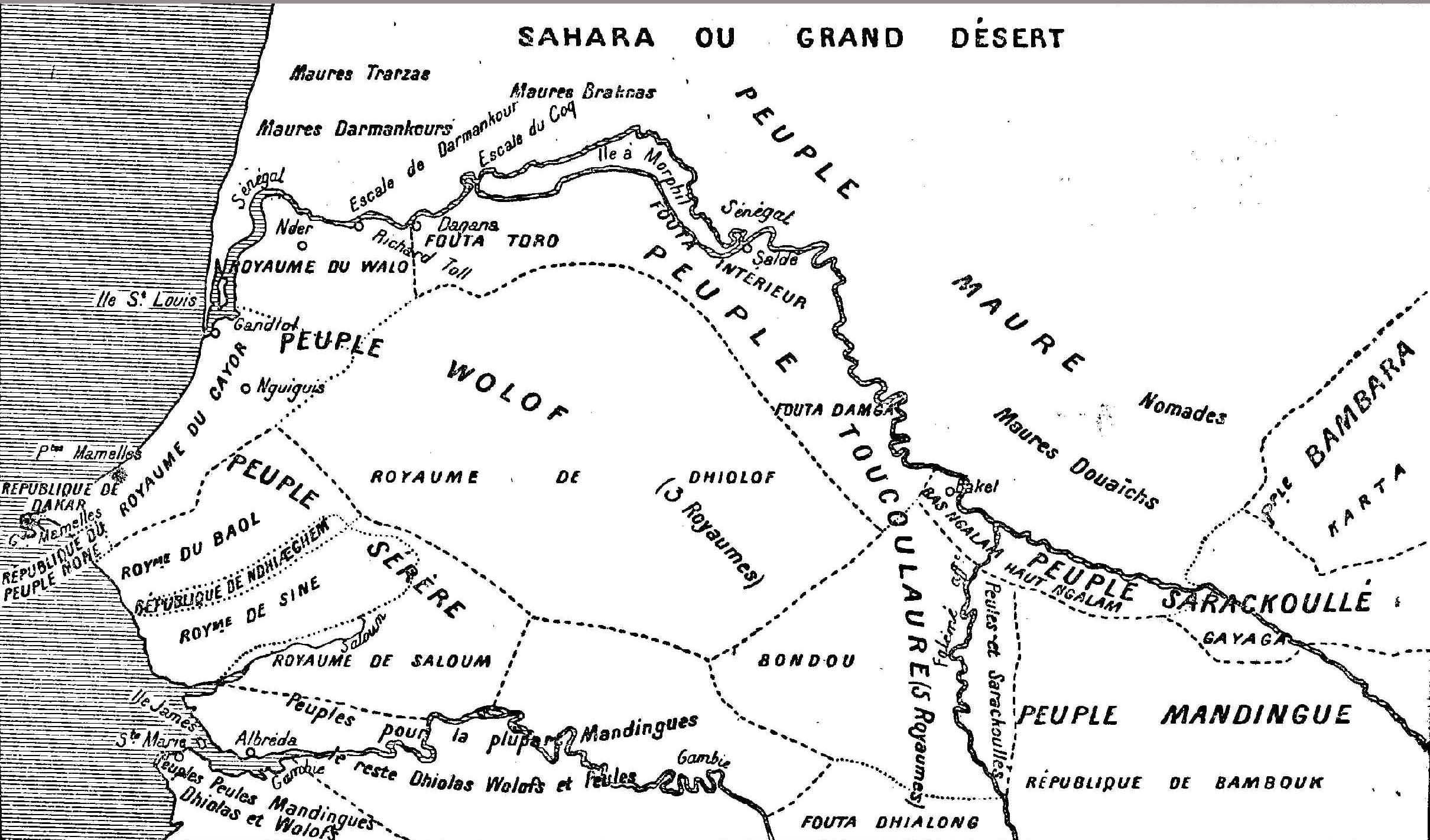
Этническая карта Сенегала в Средневековье

В это время на территории Сенегала сформировалось первое древнее государство Текрур. Его основу составляли земледельцы из народов тукулёр, серер и волоф, и кочевые скотоводы из народа фульбе. Власть Текрура распространялась от низовьев Сенегала и атлантического побережья на западе до среднего течения Сенегала на востоке. Здесь Текрур граничил с древней империей Гана. В XI веке в Текруре распространилось мусульманство. Его правители были союзниками берберов Альморавидов во время разгрома ими державы Гана в 1076 году.
Около XII—XIV веков на территории Сенегала расселился народ волоф. Небольшие объединения волоф и серер в центральных районах Сенегала в конце XII века были объединены в государство Джолоф. Оно охватывало территорию от реки Сенегал на севере до реки Гамбия на юге. В политическом плане Джолоф представляло собой конфедерацию различных княжеств, обладавших большой самостоятельностью. Основным занятием народов Джолоф было земледелие. Также они участвовали в транссахарской торговле. Социальная структура Джолоф носила сословно-кастовый характер.
В конце XIII века восточные районы Сенегала попали в сферу влияния империи Мали, её данником стал Текрур. С конца XIV века могущество Мали ослабло и правителям Джолоф удалось объединить под своей властью большую часть территории Сенегала. Южную часть страны в XIV—XVI веках освоили переселявшиеся из Мали народы мандинка. Они заселили обширные области между верховьями реки Сенегал, реками Гамбия и Нигер, потеснив и частично ассимилировав местные народы. К XV—XVI векам восточные территории Сенегала были заселены кочевниками фульбе. В конце XV века фульбе объединились в государство Денанке, просуществовавшее до 1770-х годов. Во второй половине XVI века Джолоф распался на ряд небольших государств, ранее бывших его провинциями: Ниани и Вули (на северном берегу Гамбии), а также государства волоф и серер в приморских областях — Ваало, Кайор, Баол, Син, Салум. В конце XVIII века на востоке образовалось государство фульбе Фута-Торо (Фута-Джалон).

### Начало европейской экспансии

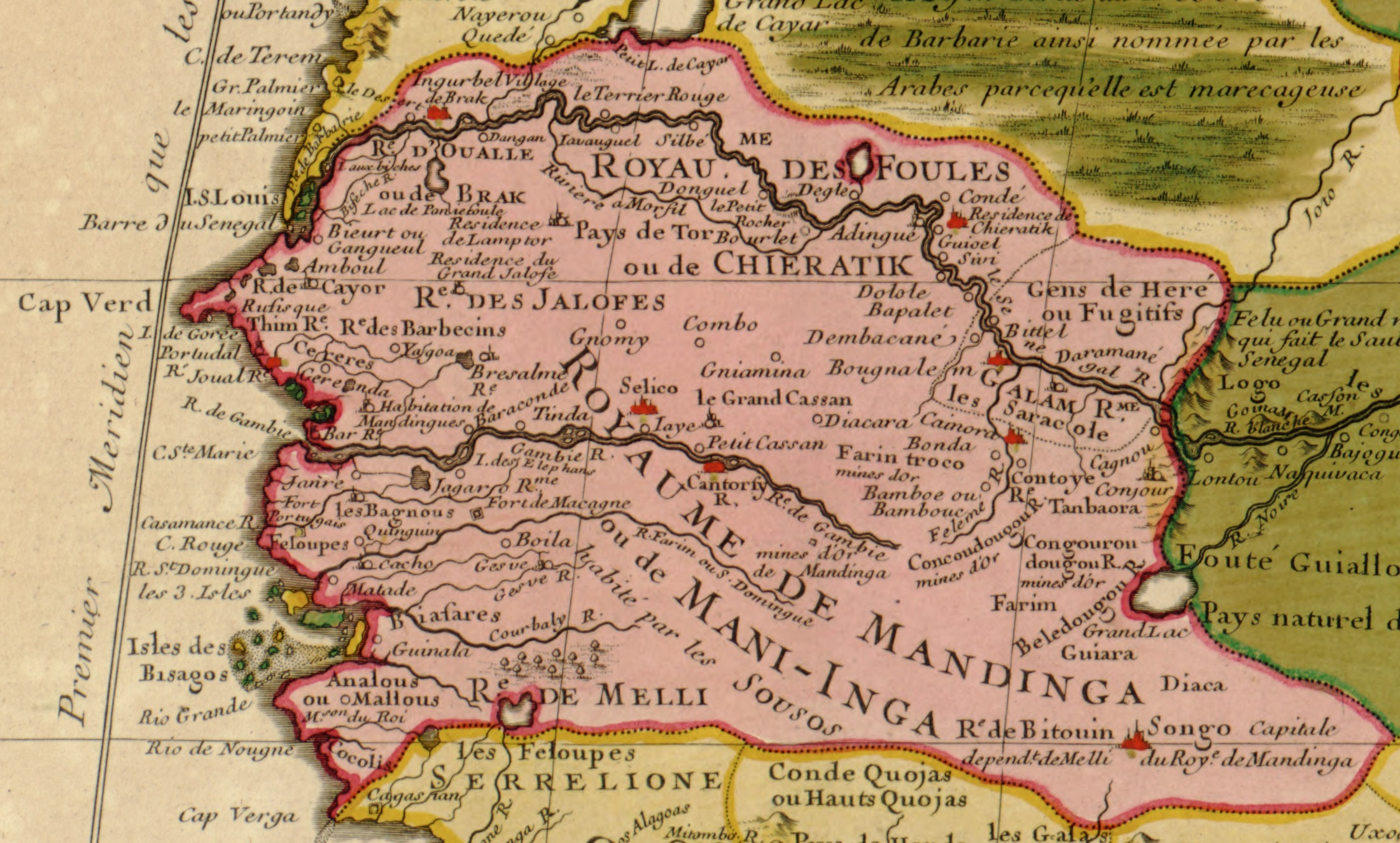
Территория Сенегала на французской карте Гийома Делиля. 1707 год

В середине XV века на сенегальском побережье впервые появились европейцы. Правда, по мнению некоторых историков, французские торговцы из нормандских городов Дьепп и Руан торговали на побережье Гамбии и Сенегала, а также на Берегу Слоновой Кости и Золотом Береге, уже между 1364 и 1413 годами. В 1444 году португальская экспедиция Диниша Диаша достигла устья реки Сенегал. Позднее португальцы обосновались на острове Горе, который стал крупнейшим центром работорговли. С 1620-х годов началось проникновение в Сенегал голландцев, которые овладели островом Горе. Затем инициатива в проникновении на сенегальское побережье перешла к англичанам и французам. К середине XVIII века французы смогли утвердить за собой господство над торговлей на территории Сенегала. В 1633 году французы основали Сенегальскую компанию и в 1638 году в устье реки Сенегал построили факторию, которая с 1659 года стала городом Сен-Луи. В 1677 году французы захватили Горе. Территория Сенегала стала базой для колонизации всей Западной Африки.
В XVII — первой половине XVIII веков в африканско-европейской торговле, которую контролировали правители африканских государств, всё большее значение приобрёл вывоз рабов; используя огнестрельное оружие, правители во главе дружин всё чаще совершали набеги на соседей с целью захвата пленников для последующей их продажи европейцам. Усиливалась воинственная правящая верхушка, всё большую роль играли военные дружины, набранные из рабов. Росло соперничество между знатными родами за контроль над торговлей с европейцами, часто выливавшееся в войны, что приводило к ослаблению местных государств и облегчало колонизацию страны.

## Колониальный период

### Завоевание Сенегала Францией
Во время войны с эмиратом Трарза в 1825 году французы начали утверждать свой контроль над устьем реки Сенегал. В середине XIX века французы при губернаторе Луи Федербе начали активную экспансию против государств Сенегала. В 1855 году они покорили государство Вало. Дальнейшее продвижение французов было остановлено правителем народа тукулёр Хадж Омаром в 1857—1860 годах, однако контрнаступление племени тукулёр сломилось при осаде форта Медина. В 1870-е годы французы вступили в борьбу с сильнейшим из государств Сенегала — Кайором. Правитель Кайора, Лат Диор, организовал упорное сопротивление, но после его гибели в 1886 году французам удалось овладеть страной. В 1890 году французы аннексировали Баол и Фута-Торо, в 1891 году — Син, в 1898 году — Салум.

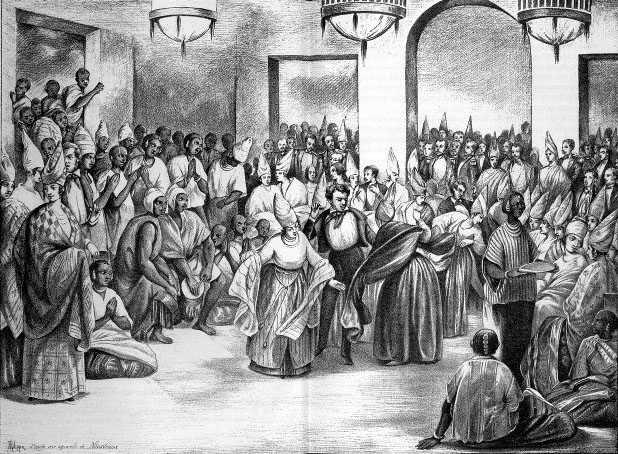
Танцы мулатов в Сен-Луи. Рисунок 1890 года

### Колониальное правление
В 1895 году была создана французская колония Сенегал, которая в 1904 году была включена в состав Французской Западной Африки, а Дакар стал её административным центром. В 1902—1904 годах Сенегал находился в составе административного региона Сенегамбия и Нигер, в 1904—1922 — Верхний Сенегал и Нигер. В колониальный период экономика Сенегала базировалась главным образом на выращивании арахиса. Построенные железные дороги Дакар — Сен-Луи (1885 год) и Тиес-Каес (1909—1923 годы) способствовали развитию товарного земледелия, быстрому росту городов. Для создания социальной опоры среди населения Сенегала, Франция проводила курс на ассимиляцию африканцев. В XIX веке были основаны «полноправные коммуны» в Дакаре, Сен-Луи, Рюфиске и Горе, жители которых пользовались правом избирать одного депутата во французский парламент. Первый чернокожий депутат был избран в 1914 году — Блез Диань, впоследствии он стал заместителем министра колоний Франции, оставаясь депутатом французского парламента до своей смерти в 1934 году. Были созданы учебные заведения, готовившие из чернокожих жителей кадры для колониальной администрации всей Французской Западной Африки. Из африканского населения стали формироваться части французской армии — батальоны сенегальских стрелков.

### Борьба сенегальцев за независимость

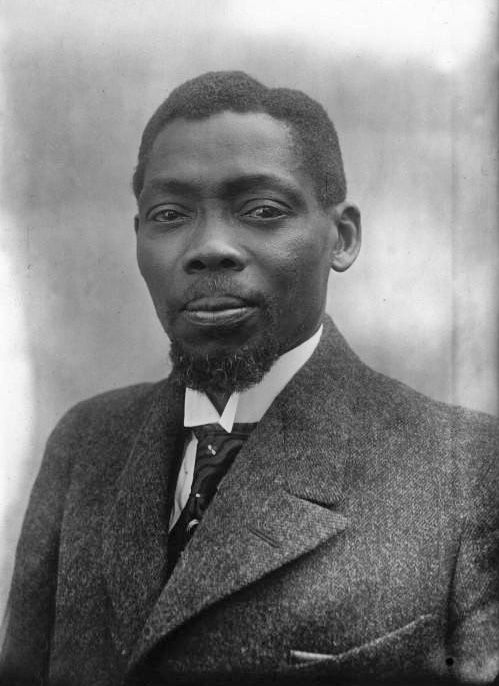
Блэз Диань — мэр Дакара, первый африканец, избранный в Национальное собрание Франции

Накануне Первой мировой войны 1914—1918 годов в Сенегале возникли первые политические организации — младосенегальцы, движение дианистов (приверженцев Дианя).
Во время Второй мировой войны 1939—1945 годов Сенегал после высадки союзников в Северной Африке был одной из опорных баз «Сражающейся Франции» и важной военно-морской базой союзников. После войны в стране начался новый подъём движения за независимость. В 1946 году Сенегал получил статус заморской территории Франции, а его население получило гражданские права.
Самой влиятельной политической партией стал основанный в 1948 году Демократический блок Сенегала (ДБС) во главе с Л. С. Сенгором. В результате слияния ДБС с другими политическими группами в 1956 году был создан Сенегальский народный блок (СНБ), выступавший за экономическое и политическое развитие страны, свободу профсоюзного движения и др. В 1959 году была образована Федерация Мали в составе Сенегала и Французского Судана (современная Республика Мали). 4 апреля 1960 года Федерация Мали получила независимость. Официально провозглашена независимость 20 июня 1960 года.

## Независимая Республика Сенегал

### ПравлениеСенгора

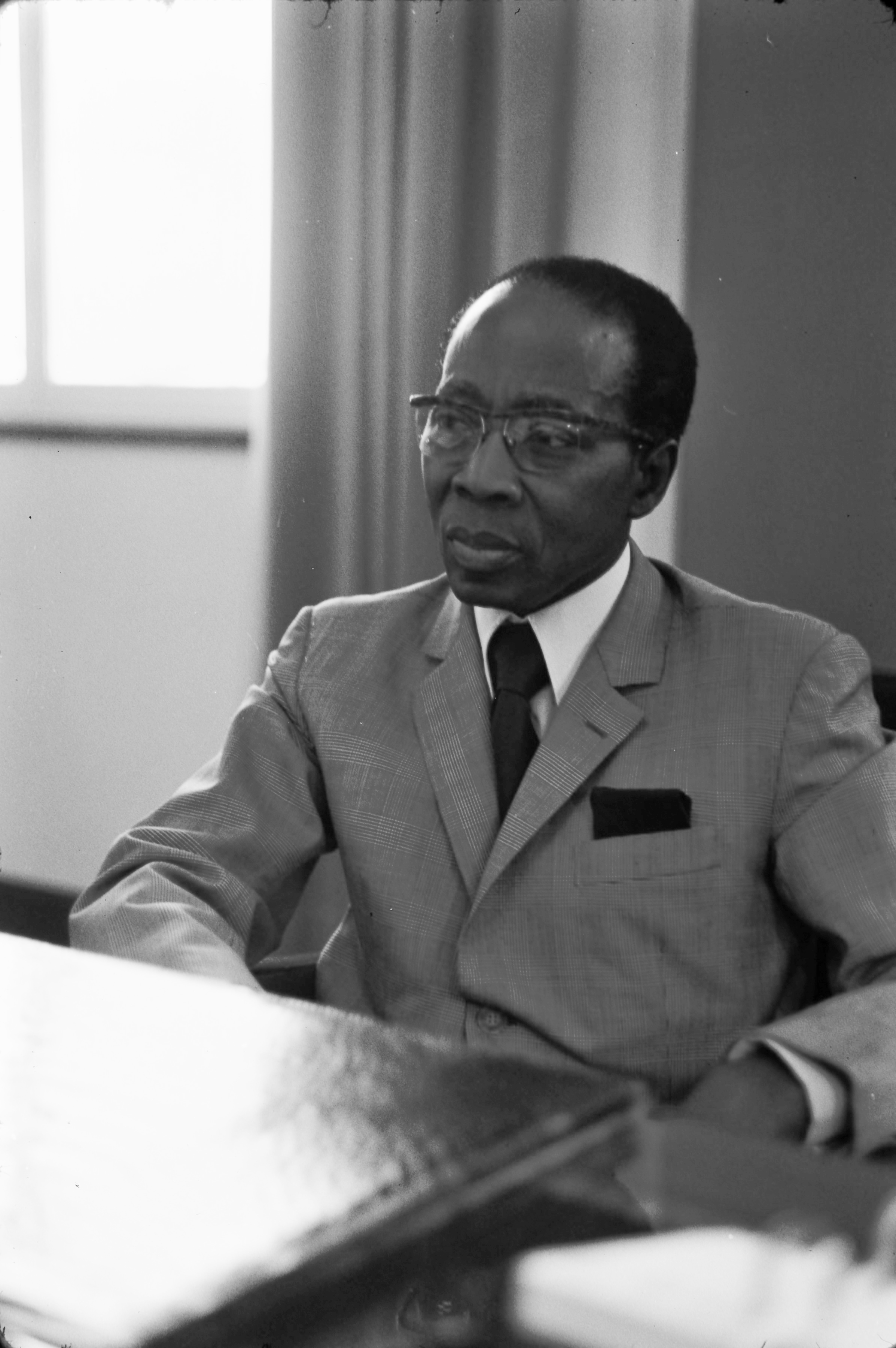
Леопольд Сенгор

Из-за разногласий по многим вопросам между Сенегалом и Французским Суданом Федерация Мали распалась. 20 августа 1960 года Сенегал был провозглашён республикой в составе Французского Сообщества. В Сенегале сохранились контингенты французских войск и их военные базы, а также сильны были позиции французского капитала. После получения независимости Сенегалом стал править Прогрессивный союз Сенегала (ПСС; в 1976 году переименован в Социалистическую партию Сенегала, СПС). Президентом был избран Леопольд Сенгор. Принята Конституция Сенегала. Политика ПСС вызвала обострение внутренней политической обстановки. 17 декабря 1962 года в результате разногласий между сенегальскими лидерами в стране произошёл государственный переворот, завершившийся арестом премьер-министра Мамаду Диа и его сторонников, обвинявшихся в нарушении конституции. В ходе референдума 3 марта 1963 года была принята новая конституция, по которой Сенегал стал президентской республикой c однопартийной системой; президентом остался Сенгор (переизбирался на этот пост 5 раз). Официальной идеологией Сенегала объявлен «африканский социализм».
В 1963—1972 годах происходили пограничные конфликты Сенегала с португальскими властями Гвинеи (современная Гвинея-Бисау).
В связи с неоправдавшимися расчётами в отношении притока иностранного капитала, по мере ухудшения положения населения в стране росло движение протеста, начались забастовки. В 1968—1969 годах произошли серьёзные студенческие волнения. В конце 1971 года правительство ввело в Сенегале режим чрезвычайного положения. Руководство страны осуществило ряд мер для закрепления доминирующего влияния СПС в общественной жизни.
Однако затем правительство было вынуждено пойти на либеральные меры. В 1976 году была принята поправка к конституции, разрешающая деятельность в Сенегале трёх политических партий — социал-демократической, либерально-демократической и марксистско-ленинской (Партии африканской независимости). Легальная деятельность либеральной Сенегальской демократической партии (СДП) была разрешена ещё в 1974 году, а в 1978 году — консервативной партии Сенегальское республиканское движение. Нелегально существовал ещё ряд левых партий — Партия независимости и труда, Революционное движение за Новую демократию, Объединение революционных трудящихся. В начале 1980-х годов многие подпольные политические партии начали действовать легально.

### Сенегал в конце XX века
Ухудшение экономического положения страны в начале 1980-х годов ускорило политические перемены. 31 декабря 1980 года Сенгор подал в отставку; его преемником на посту президента стал Aбду Диуф, который в январе 1981 года был избран также генеральным секретарём СПС. Диуф избирался на пост президента также в 1983, 1988 и 1993 годах. В 1982 году Сенегал и Гамбия создали конфедерацию Сенегамбия, которая распалась в 1989 году.
В 1989—1991 годах произошёл мавритано-сенегальский пограничный конфликт, который разрешился мирным соглашением благодаря действиям Диуфа.
В 1982 году начался конфликт в Казамансе, где сепаратистская организация Движение демократических сил Казаманса повело вооружённую борьбу за отделение южной провинции Казаманс. Чтобы разрешить проблему правительство в 1996 году приняло закон о регионализации, предусматривающий расширение полномочий местных органов власти. В декабре 1999 года с сепаратистским Движением демократических сил Казаманса (ДДКС) было подписано соглашение о прекращении огня, которое несколько стабилизировало обстановку в регионе, но не разрешило окончательно конфликт.

### Сенегал в начале XXI века
С конца XX века начался рост социально-политической напряжённости в стране, связанный с негативными последствиями проведения непопулярных мер, программ структурной перестройки экономики. Выросло недовольство населения действиями СПС. Активизировалась оппозиция, которая требовала гарантий проведения справедливых выборов. В марте 2000 года, после 40-летнего правления СПС, президентом Сенегала был избран представитель оппозиции — Абдулай Вад, генеральный секретарь Сенегальской демократической партии (СДП), получивший во втором туре президентских выборов 58,47 % голосов избирателей. В 2001 году прошёл общенациональный референдум по Конституции, выборы в Национальное собрание и местные органы власти. Блок Вада получил 89 из 120 мест в Национальном собрании.
В 2004 году Вад подписал соглашение с представителями Движения демократических сил Казаманса, которое привело к остановке конфликта и прекращению потока беженцев. Но это соглашение имело временный эффект и конфликт в Казамансе вновь обострился в 2007 году.
После убедительной победы оппозиции на всех уровнях в стране наступила внутриполитическая стабильность. На новых выборах весной 2007 года Вад был переизбран на президентский пост, а СДП вновь получила большинство в парламенте.
В 2008 году сенегальские вооружённые силы приняли участие в операции на острове Ндзуани в Коморских Островах, ликвидировав сепаратистское правительство острова.
Весной 2012 года состоялись президентские выборы, на которых Вад во втором туре уступил кандидату от оппозиционного «Альянса за Республику» Маки Салю, вступившего на свой пост 2 апреля. На президентских выборах 2019 года победил действующий глава государства Маки Саль. Согласно подсчету избирательной комиссии, Саль набрал 58,27 % голосов избирателей и выиграл президентские выборы в первом же туре; его основной соперник Идрисса Сек набрал 20,50 %. По результатам выборов началась внутренняя борьба, в которой используется антифранцузская и панафриканская риторика.